# Xã Saylor, Quận Polk, Iowa
Xã Saylor (tiếng Anh: Saylor Township) là một xã thuộc quận Polk, tiểu bang Iowa, Hoa Kỳ. Năm 2010, dân số của xã này là 6.472 người.